# Olías del Rey (kommunhuvudort)
Olías del Rey är en kommunhuvudort i Spanien. Den ligger i provinsen Toledo och regionen Kastilien-La Mancha, i den centrala delen av landet, 60 km söder om huvudstaden Madrid. Olías del Rey ligger 593 meter över havet och antalet invånare är 5 336.
Terrängen runt Olías del Rey är huvudsakligen platt. Olías del Rey ligger uppe på en höjd. Runt Olías del Rey är det ganska tätbefolkat, med 230 invånare per kvadratkilometer. Närmaste större samhälle är Toledo, 10,0 km söder om Olías del Rey. Trakten runt Olías del Rey består till största delen av jordbruksmark.